# Марк Емилий Барбула Пап
Вижте пояснителната страница за други личности с името Емилий Барбула.
Вижте пояснителната страница за други личности с името Емилий Пап.
Марк Емилий Барбула Пап (на латински: Marcus Aemilius Barbula Papus) е политик на Римската република от фамилията Емилии по време на Втората самнитска война (326 – 321 и 316 – 304 пр.н.е.).
През 322 пр.н.е. той е избран за диктатор (dictator comitium habendorum causa). През 321 пр.н.е. се провежда Битката при Каудинийските проходи, при която самнитския генерал Гай Понтий побеждава войската на двамата римски консули Тит Ветурий Калвин и Спурий Постумий Албин Кавдин. След голямата загуба Пап и неговият началник на конницата (magister equitum) Луций Валерий Флак трябва да проведат народно събрание, но не се справят. Затова е избран един интеррекс.